# Francouzské Somálsko

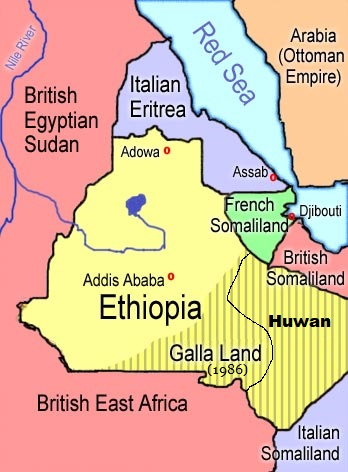
Situace na africkém rohu v roce 1908

Francouzské Somálsko (somálsky Dhulka Faransiiska ee Soomaaliya, arabsky الصومال الفرنسي‎ Al-Soumal Al-Fransi, francouzsky Côte française des Somalis) byla francouzská kolonie na africkém rohu, která byla založena poté, co Francouzi mezi lety 1883 až 1887 podepsali různé úmluvy s tehdy vládnoucími somálskými sultány. Kolonie existovala v letech 1896 až 1946, kdy se stala zámořským územím Francie. V roce 1967 bylo Francouzské Somálsko přejmenováno na Francouzské území Afarů a Isů a roku 1977 se stalo nezávislým státem Džibutsko.